# Луначарський Анатолій Анатолійович
Анатолій Анатолійович Луначарський (рос. Анатолий Анатольевич Луначарский, 19 серпня 1911, Париж — 12 вересня 1943, Новоросійськ, Краснодарський край, РРФСР) — радянський письменник та журналіст, син радянського політичного діяча, дипломата та наркома культури Анатолія Луначарського.
Учасник німецько-радянської війни — політпрацівник Чорноморського флоту, учасник оборони Севастополя та битви за Кавказ.

## Дитинство

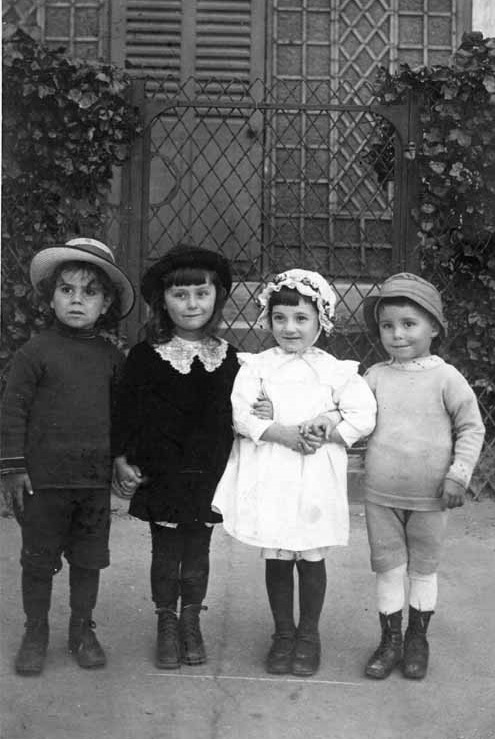
Діти російської колонії. На фото (сліва направо): Бобос Крісті, Віка Некрасов, Лена Пятницька та Тотошка Луначарський. Париж, 20 травня 1914

Народився 19 серпня 1911 у Парижі, у родини більшовика та першого радянського наркому культури Анатолія Луначарського та Ганни Малиновської, яка була письменницею. В дитинстві його називали Тото.
Пізніше родина переїхала до Швейцарії. В 1917 після повалення імперської монархії його батько переїхав до Росії, де почав політичну боротьбу, в той час як він з мамою деякий час жив у Швейцарії, після чого таки переїхав до Росії.

### Молодість та літературна діяльність
Отримував хорошу домашню освіту, добре володій французькою та англійською. Жив з родиною у Московському Кремлі. Закінчивши в 1928 році одну з московських середніх шкіл, він довгий час не вступав до жодного вищого навчального закладу, вивчаючи журналістику, літературу і переклад. Тільки наприкінці 1930-х років він вступив до Московського інституту марксизму-ленінізму для вчених, раніше Інституту червоної професури. У 1931 році в знаменитому дослідному господарстві «Зерно» працював трактор, після цього досвіду опублікував кілька оповідань в 1933 році в журналі «Червоний новий». З 1934 року Анатолій Лупаруський почав працювати в журналі «Червоний новий», як літературний співробітник. У журналі вийшов цикл його роману «Сонце входить у двері». У 1936 році на Далекому Сході працював на студії «Союзна кінохроніка». Переклав п'єсу туркменської драматурки Тоушан Єсенова «Дочка мільйонера» на розкадровку. Писав фелетеони, робив для них карикатури. Вийшов друком роман «О, молодість, молодість!». У журналах «Молода гвардія» і «Театр» публікував статті з проблем театрального мистецтва. Існує повість «Рибалки живого срібла». Він був енциклопедичним, малював, любив і розумів мистецтво. За спогадами дружини Олени Юхимівни, в його характері поєднувалися м'якість, виняткова делікатність у відносинах з людьми і нетерпимість до будь-якого роду бруду. Тепло пригощають дружину і дітей. Було скромно, само собою зрозуміло, що він син наркоманії. Літературна спадщина була опублікована після війни

### На фронті німецько-радянської війни
З початком німецько-радянської війни був призваний до діючої армії як політпрацівник. Через місяць, 20 липня 1941 року, він прибув до Севастополя з групою московських письменників і журналістів, які перебували в розпорядженні Чорноморського флоту. З 20 липня 1941 року - у розпорядженні начальника управління політичної пропаганди Чорноморського флоту в Севастополі. З 24 липня 1941 року - у розпорядженні військового комісара з водної охорони головної бази БФ, кореспондента газети «Сторожовий дозор» - друкованого органу Російської Федерації.
З 11 жовтня 1941 року 7-а бригада Чорноморського флоту морської піхоти була доручена поліцейським завданням для роботи з важкими газетами. Працює в газеті «В бою за Батьківщину» - друкований орган 7-ї бригади морської піхоти полковника Є.І. Жидилова. У бригаді з 29 жовтня 1941 року лейтенант Луначарський брав участь у бойових діях на півночі Криму, 30-31 жовтня - в обороні Сімферополя, на початку листопада 1941 року - в прориві підрозділів Морської армії, до складу якої входила бригада, в Севастополі через лісові масиві південно-західного Криму. Потім брав участь у листопаді-грудні 1941 року в боях за перший і другий обстріл Севастополя 11-ю німецькою армією.
На початку 1942 року став кореспондентом газети «Червоний чорноморець» (нині Прапор Батьківщини) - командного органу Чорноморського флоту. Прикривав бойові дії морських піхотинців в обороні Севастополя, а потім по обороні Північного Кавказу. Під час бойових дій на Північному Кавказі старший лейтенант О.Лупарарський більшу частину часу проводив у бою з 83-ю бригадою морської піхоти, яка у вересні-листопаді 1942 року вела запеклі бої в районі Туапсе. Потім під час боїв за визволення Північного Кавказу брав участь з морськими піхотинцями 3-5 лютого 1943 року в десантах навколо Новоросійська: спочатку в Південній Озерейці, а потім у Станичко на Малій сухопутній базі. У газеті «У битві за Батьківщину» друкуються його вірші, байки, статті. Перед операцією Луначарський кілька разів ходив до Малої на човнах. Незакінчена повість «На мисливських човнах».
12 вересня 1943 року загинув під час боїв за визволення Новоросійська, незабаром після висадки з групою морської піхоти в Новоросійському порту. Спочатку він вважався зниклим безвісти протягом двох місяців. Спеціальне розслідування виявило свідків його смерті і призначило дату.
Похований у Новоросійську на Площі Героїв, №15.

## Родина
- Дружина — Олена Юхимівна Луначарська (1920—2013).
- Донька Ганна (1941), після одруження змінила прізвище на Євгенєва, має нащадків

## Пам'ять
- Його іменем названа вулиця у Новоросійську.